# Subdivisions de l'oblast de Vladimir
| Oblast           | Oblast de Vladimir (capitale : Mourmansk)                                                             |
| Palier régional  | 4 villes d'importance régionale ; 1 ZATO ; 16 raïons administratifs                                   |
| Palier municipal | 5 okrougs urbains ; 16 raïons municipaux (dont 26 établissements urbains et 80 établissements ruraux) |
| Palier local     | Localités                                                                                             |

L'administration territoriale de l'oblast de Vladimir est l'organisation des institutions et des administrations du territoire de l'oblast russe de Vladimir. On recense de nombreuses communautés territoriales qui peuvent avoir un objectif politique (municipalités), électoral (circonscriptions électorales) ou administratif (raïons et certaines villes).

## Vue d'ensemble
L'oblast de Vladimir étant un oblast unitaire, aucune de ses collectivités territoriales ne possède de compétence législative.
Au 22 mars 2024, l'oblast était constitué de seize raïons administratifs, quatre villes d'importance régionale et une ville fermée. Les localités ne couvrent pas tout le territoire, avec des territoires non organisés, seulement sous la juridiction du raïon ou de la ville régionale.

### Résumé en tableau
Liste des subdivisions régionales de l'oblast :
| Non.                                              | Nom                        | Superficie, km²            | Population (2021)          | Centre administratif       |
| Raïons (raïons municipaux)                        | Raïons (raïons municipaux) | Raïons (raïons municipaux) | Raïons (raïons municipaux) | Raïons (raïons municipaux) |
| ------------------------------------------------- | -------------------------- | -------------------------- | -------------------------- | -------------------------- |
| 1                                                 | Raïon d'Aleksandrov        | 1 834                      | 105 927                    | Aleksandrov                |
| 2                                                 | Raïon de Viazniki          | 2 252                      | 71 015                     | Viazniki                   |
| 3                                                 | Raïon de Gorokhovets       | 1 487                      | 20 870                     | Gorokhovets                |
| 4                                                 | Raïon de Gous-Khroustalny  | 4 370                      | 40 609                     | Gous-Khroustalny           |
| 5                                                 | Raïon de Kamechkovo        | 1 090                      | 30 862                     | Kamechkovo                 |
| 6                                                 | Raïon de Kirjatch          | 1 135                      | 38 768                     | Kirjatch                   |
| 7                                                 | Raïon de Kovrov            | 1 817                      | 30 174                     | Kovrov                     |
| 8                                                 | Raïon de Koltchouguino     | 1 148                      | 49 656                     | Koltchouguino              |
| 9                                                 | Raïon de Melenki           | 2 221                      | 32 701                     | Melenki                    |
| 10                                                | Raïon de Mourom            | 1 050                      | 15 013                     | Mourom                     |
| 11                                                | Raïon de Petouchki         | 1 692                      | 59 680                     | Petouchki                  |
| 12                                                | Raïon de Krasnaïa Gorbatka | 1 388                      | 17 201                     | Krasnaïa Gorbatka          |
| 13                                                | Raïon de Sobinka           | 1 524                      | 50 883                     | Sobinka                    |
| 14                                                | Raïon de Soudogda          | 2 300                      | 35 529                     | Soudogda                   |
| 15                                                | Raïon de Souzdal           | 1 479                      | 46 084                     | Souzdal                    |
| 16                                                | Raïon d'Iouriev-Polski     | 1 910                      | 31 961                     | Iouriev-Polski             |
| Villes d'importances régionales (okrougs urbains) |                            |                            |                            |                            |
| 17                                                | Vladimir                   | 308,0                      | 352 673                    | Vladimir                   |
| 18                                                | Gous-Khrustalny            | 43,0                       | 53 555                     | Gous-Khroustalny           |
| 19                                                | Kovrov                     | 57.4                       | 132 417                    | Kovrov                     |
| 20                                                | Mourom                     | 43,8                       | 114 987                    | Mourom                     |
| ZATO (okroug urbain)                              |                            |                            |                            |                            |
| 21                                                | Radoujny                   | 113.2                      | 17 569                     | Radoujny                   |

## Localités
L'oblast de Mourmansk, comprend 2525  localités, dont 23 villes, 9 communes urbaines et 2493 localités rurales.

## Circonscriptions électorales
L'oblast de Vladimir est réparti entre la circonscription électorale de Vladimir (n°79) et la circonscription électorale de Souzdal (n°80) pour les législatives fédérales russes.

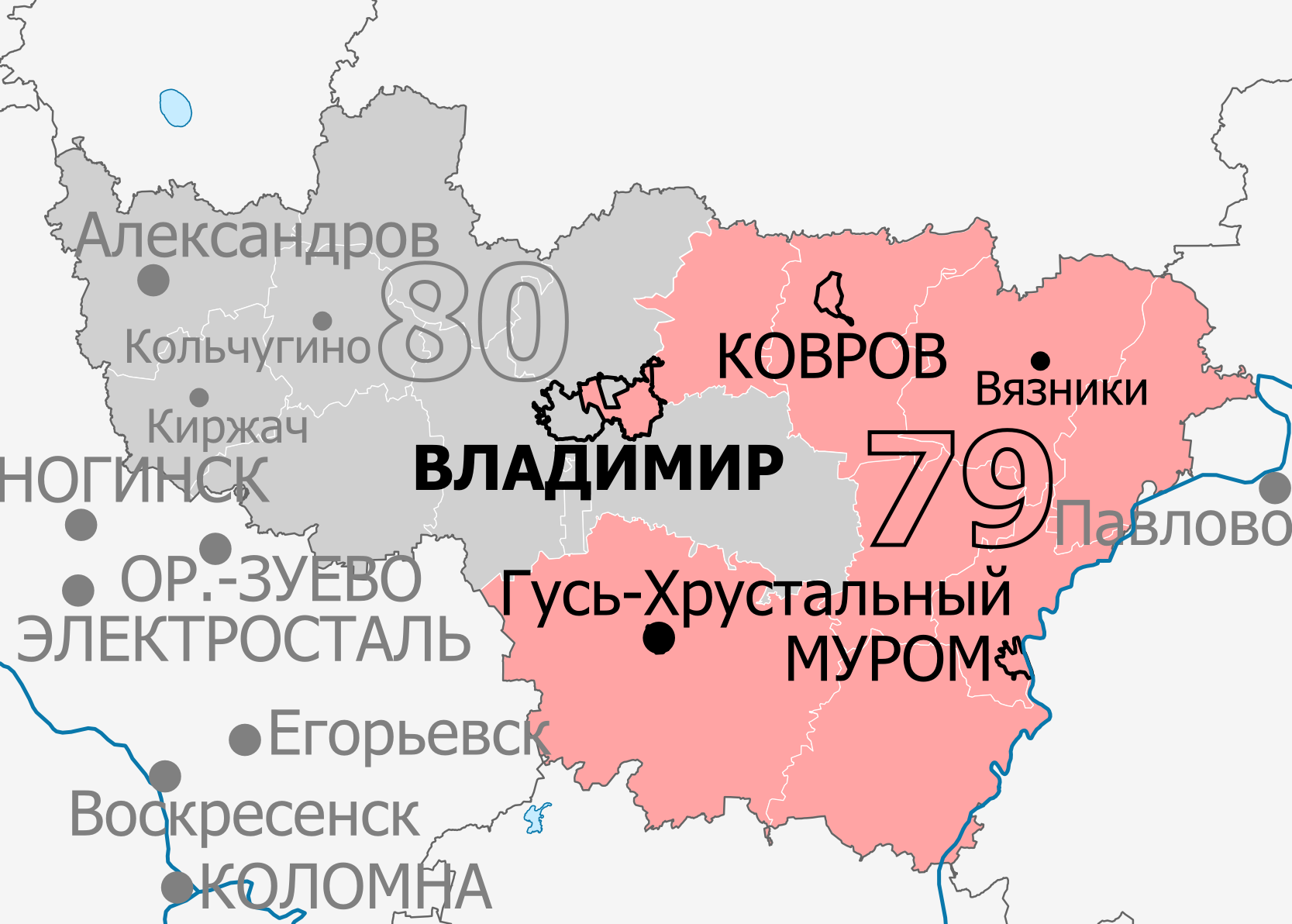
Circonscription de Vladimir.
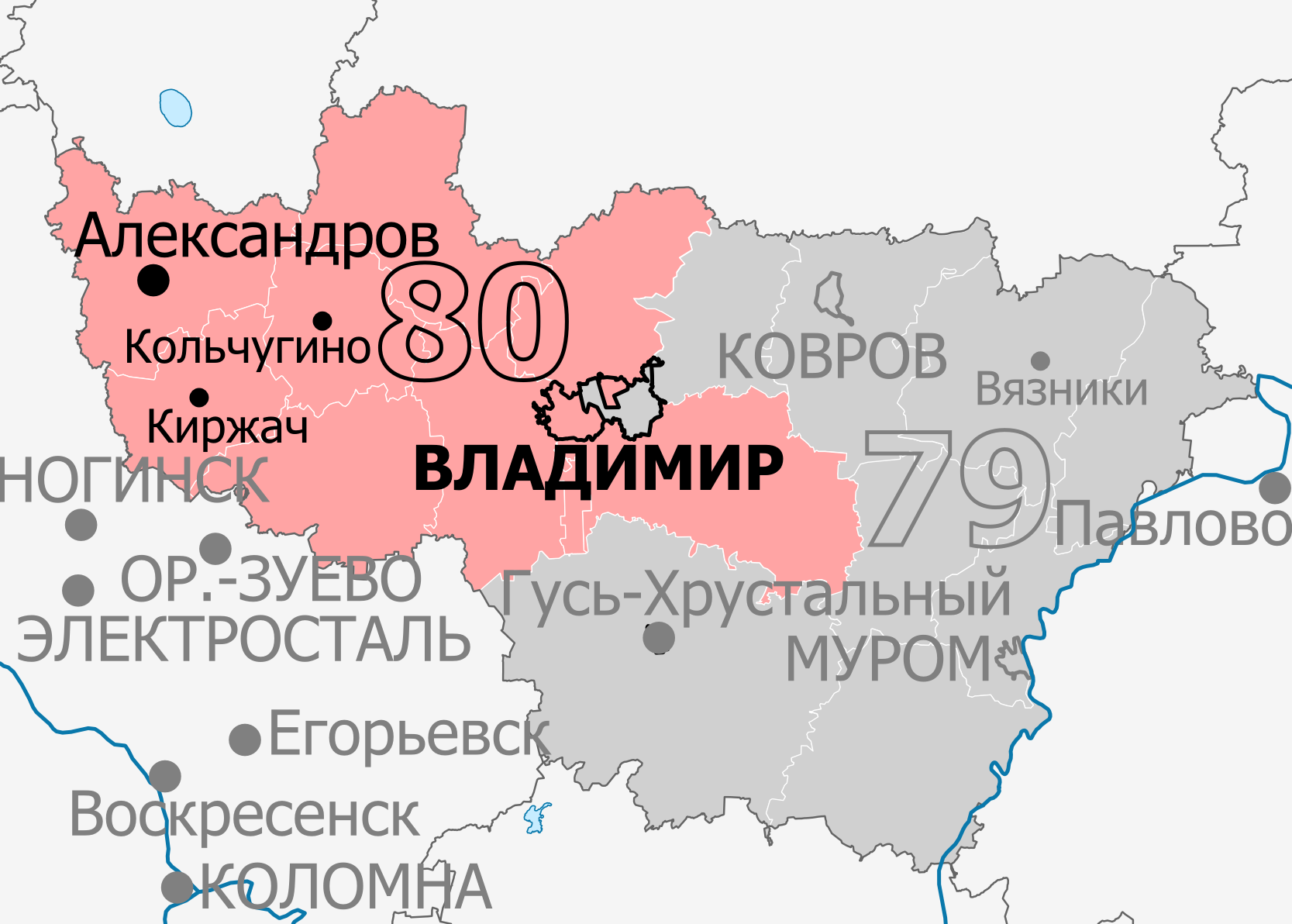
Circonscription de Souzdal.

### Documentation officielle
: document utilisé comme source pour la rédaction de cet article.
- (ru) Assemblée législative de l'oblast de Vladimir, Loi de l'oblast de Vladimir du 10 décembre 2001 no 130-OZ « Sur la structure administrative-territoriale de l'oblast  de Vladimir » : (tel qu'amendé le 22 mars 2024), Vladimir, 2001 (lire en ligne)
- (ru) Assemblée législative de l'oblast de Vladimir, Charte (loi fondamentale) de l'oblast de Vladimir du 14 août 2001 no 62-OZ : (tel qu'amendé le 4 août 2023), Vladimir, 2021 (lire en ligne)
- (ru) Gouverneur de l'oblast de Vladimir, Décret du gouverneur de l'oblast de Vladimir du 13 juin 2007 Modèle:N°433 sur le registre des municipalités et unités administratives-territoriales de l'oblast de Vladimir : (tel qu'amendé le 22 mars 2024), Vladimir, 2007 (lire en ligne)